# Мађарска на Европском првенству у атлетици на отвореном 1946.
Мађарска  је учествовала на 3. Европском првенству у атлетици на отвореном 1946. одржаном од 22. до 25. августа на Бислет стадиону у Ослу (Норвешка).   Била је једна од 20 земља учесница, са 11 атлетичара ( 8 мушкараца и 3 жене ) који су се такмичили у  10 дисциплина ) 8 мушких и 2 женске.
У укупном пласману Мађарска је са освојеном бронзаном медаљом делила са Пољском последње 14 место, од 15 земаља које су освајале медаље. На првенству је учествовало 20 земаља чланица ЕАА.
У табели успешности према броју и пласману учесника у финалним такмичењима (првих 8 такмичара) Мађарска је са 6 учесника у финалу заузела 13 место са 21 бодом.  од 17 земаља које су имале представнике у финалу. Без представника у финалу биле су Ирска, Југославија и Лихтенштајн.
| Пл. | Земља    | 1. место | 2. место | 3. место | 4. место | 5. место | 6. место | 7. место | 8. место | Бр. фин. | Бодови |
| --- | -------- | -------- | -------- | -------- | -------- | -------- | -------- | -------- | -------- | -------- | ------ |
| 13. | Мађарска | 0        | 0        | 1 - 6    | 1 - 5    | 2 - 8    | 0        | 0        | 2 - 2    | 6        | 21     |

Атлетичари Мађарске нису оборили националне рекорде, а оборена су 4 лична рејкорда на отвореном.

## Учесници
| Бр. | Дисциплина    | Мушкарци      | Жене | Укупно |
| --- | ------------- | ------------- | ---- | ------ |
| 1.  | 200 м         | Егон Шолмоши  |      | 1      |
| 2.  | 1.500 м       | Шандор Гараи  |      | 1      |
| 3.  | 5.000 м       | Андраш Патаки |      | 1      |
| 4.  | 10.000 м      | Андраш Чаплар |      | 1      |
| 5.  | 110 м препоне | Јожеф Киш     |      | 1      |

| Бр. | Дисциплина     | Мушкарци      | Жене                            | Укупно |
| --- | -------------- | ------------- | ------------------------------- | ------ |
| 6.  | Скок мотком    | Золтан Шитваи |                                 | 1      |
| 7.  | Скок удаљ      |               | Илона Фекете                    | 1      |
| 8.  | Бацање кладива | Имре Немет    |                                 | 1      |
| 9.  | Бацање копља   |               | Марија Рохонци Матилд Регдански | 2      |
| 10. | Десетобој      | Иштван Киш    |                                 | 1      |
|     | Укупно (11)    | 8             | 3                               | 11     |

## Освајачи медаља

### Бронза (1)
1. Андраш Чаплар — 10.000 м

## Резултати

### Мушкарци
| Атлетичар     | Дисциплина     | ЛР | Квалификације | Квалификације | Полуфинале           | Полуфинале           | Финале               | Финале        | Детаљи |
| Атлетичар     | Дисциплина     | ЛР | Резултат      | Место         | Резултат             | Место                | Резултат             | Место         | Детаљи |
| ------------- | -------------- | -- | ------------- | ------------- | -------------------- | -------------------- | -------------------- | ------------- | ------ |
| Егон Шолмоши  | 200 м          |    | 23,1          | 5. у гр. 3    | Није се квалификовао | Није се квалификовао | Није се квалификовао | 18. / 22      |        |
| Шандор Гараи  | 1.500 м        |    | 3:56,8        | 2. у гр. 1 КВ |                      |                      | 3:53,0               | 5. / 14       |        |
| Андраш Патаки | 5.000 м        |    |               |               |                      |                      | 15:33,6              | 13. / 14 (18) |        |
| Андраш Чаплар | 10.000 м       |    | 30:35,2 ЛР    |               |                      |                      |                      |               |        |
| Јожеф Киш¹    | 110 м препоне  |    | 15,5          | 5. у гр. 1    |                      |                      | Није се квалификовао | 11. / 12      |        |
| Золтан Шитваи | скок мотком    |    |               |               |                      |                      | 3,80 ЛР              | 10. / 10      |        |
| Имре Немет    | бацање кладива |    | 48,47 КВ      | 7. / 11       |                      |                      | 50,03                | 4. / 11.      |        |

десетобој
| Атлетичар | Дисциплина | 100 м | СД   | КУ    | СВ   | 400 м | 110 пр | ДИ    | СМ   | КО    | 1.500 м | Финале        | Пласман     |  |
| --------- | ---------- | ----- | ---- | ----- | ---- | ----- | ------ | ----- | ---- | ----- | ------- | ------------- | ----------- |  |
| 7. / 16   | Иштван Киш | 11,8  | 6,55 | 11,07 | 1,75 | 54,6  | 16,7   | 33,43 | 3,40 | 48,26 | 5:03,8  | 5.817 (6.027) | (6.846,835) |  |

### Жене
| Атлетичарка      | Дисциплина   | ЛР | Квалификације | Квалификације | Полуфинале            | Полуфинале | Финале   | Финале  | Детаљи         |
| Атлетичарка      | Дисциплина   | ЛР | Резултат      | Место         | Резултат              | Место      | Резултат | Место   | Детаљи         |
| ---------------- | ------------ | -- | ------------- | ------------- | --------------------- | ---------- | -------- | ------- | -------------- |
| Илона Фекете     | бацање диска |    |               |               |                       |            | 5,16 ЛР  | 8. / 11 |                |
| Марија Рохонци   | бацање копља |    | 37,04 КВ      | 5.            |                       |            | 40,66 ЛР | 5. / 13 | [ мртва веза ] |
| Матилд Регдански | бацање копља |    | 34,91 ЛР      | 11.           | Није се квалификовала | 11. / 13   |          |         | [ мртва веза ] |

## Биланс медаља Мађарске после 3. Европског првенства на отвореном 1946.
|     | ЕП     |   |   |   |    | УП   |
| 1.  | 1934.  | 2 | 3 | 2 | 7  | 4.   |
| 2.  | 1938.  | 1 | 1 | 1 | 3  | = 8. |
| 3.  | 1946.  | 0 | 0 | 1 | 1  | 9..  |
| 1-3 | Укупно | 3 | 4 | 4 | 11 | 9.   |
| --- | ------ | - | - | - | -- | ---- |

|    | Атлетичар-ка |   |   |   |   |
| -- | ------------ | - | - | - | - |
| 1. | Јожеф Ковач  | 1 | 2 | 0 | 3 |
| 1. | Миклош Сабо  | 1 | 1 | 0 | 2 |
| 3. | Јожеф Шир    | 0 | 2 | 1 | 3 |

## Мађарски освајачи медаља после 3. Европског првенства 1934—1946.
|     | Атлетичар/ка                                             | м  | ж | ЕП         | Дисциплина    |   |   |   |    |
| --- | -------------------------------------------------------- | -- | - | ---------- | ------------- | - | - | - | -- |
| 1.  | Миклош Сабо (1)                                          | м  |   | 1934.      | 800 м         |   |   |   |    |
| 2.  | Јожеф Ковач (1)                                          | м  |   | 1934.      | 400 м препоне |   |   |   |    |
| 3.  | Јожеф Шир (1)                                            | м  |   | 1934.      | 200 м         |   |   |   |    |
| 4.  | Миклош Сабо (2)                                          | м  |   | 1934.      | 1.500 м       |   |   |   |    |
| 5.  | Ласло Форгач, Јожеф Ковач (2), Јожеф Шир (2), Ђула Ђенеш | м  |   | 1934.      | 4 х 100 м     |   |   |   |    |
| 6.  | Јожеф Шир (3)                                            | м  |   | 1934.      | 100 м         |   |   |   |    |
| 7.  | Иштван Доноган                                           | м  |   | 1934.      | бацање копља  |   |   |   | 7  |
| 8.  | Ибоља Чак                                                |    | ж | 1938.      | скок увисм    |   |   |   |    |
| 9.  | Јожеф Ковач (3)                                          | м  |   | 1938.      | 400 м препоне |   |   |   |    |
| 10. | Јожеф Варсеги                                            | м  |   | 1938.      | бацање копља  |   |   |   | 3  |
| 11. | Јожеф Варсеги                                            | м  |   | 1946.      | 10.000 m      |   |   |   | 1  |
|     | Укупно                                                   | 10 | 1 | 1934—1946. |               | 3 | 4 | 4 | 11 |